# Пляска смерти (фильм, 1991)
«Пляска смерти» — советский телефильм 1991 года режиссёра Тыну Вырве.

## Сюжет
История создания художественного шедевра XV века — фрагмента «Пляски смерти» работы Бернта Нотке, в соборе Святого Николая в Таллине. Оригинальный шедевр был создан художником в церкви Святой Марии в Любеке, и был уничтожен при пожаре во время Второй мировой войны. Но также существует фрагмент в Таллине, обычно приписываемый Нотке. Фильм даёт свою версию появления таллинской копии, согласно которой работа была выполнена коллективно одним из учеников Нотке и Михелем Ситтовым, и оказалась неоконченной из-за эпидемии чумы.

## В ролях
- Эвальд Хермакюла — Бернт Нотке, художник
- Петр Волконский — Михель Ситтов
- Мария Авдюшко — Хильдегард
- Андрус Ваарик — подмастерье художника Нотке
- Андрес Двинянинов — подмастерье художника Нотке
- Пирет Кальда — Аннеке и Доротэя
- Сулев Луйк — Шейкель Кальт
- Хейно Мандри — бургомистр Любека
- Рудольф Аллаберт — член ратуши Любека
- Юри Ярвет — бургомистр Таллина
- Микк Микивер — Херман Роде
- Кайе Михкелсон — Маргарет Ситтов и Изабель Католик
- Кярт Томингас — Марта
- Аарне-Мати Юкскюла — отец Марты
- Хендрик Тоомпере — Тициан
- Райво Трасс — Дидерек фон Катвиц